# Cavasso Nuovo
Cavasso Nuovo – miejscowość i gmina we Włoszech, w regionie Friuli-Wenecja Julijska, w prowincji Pordenone.
Według danych na rok 2004 gminę zamieszkiwało 1396 osób, 139,6 os./km².